# Rhacocarpus penniformis
Rhacocarpus penniformis là một loài rêu trong họ Rhacocarpaceae. Loài này được (Müll. Hal.) Paris mô tả khoa học đầu tiên năm 1900.